# هیلدسهایم
هیلدِسْهایم (آلمانی: Hildesheim, آلمانی: [ˈhɪldəsˌhaɪm] ()) شهری در ایالت نیدرزاکسن در کشور آلمان است که ۱۰۱٫۶۹۳ نفر جمعیت دارد. این شهر مرکز ناحیهٔ هیلدسهایم است و حدود ۳۰ کیلومتر (۱۹ مایل) جنوب شرقی هانوفر قرار دارد. هیلدسهایم بر کرانهٔ رودخانهٔ اینرسته که بعداً به لاینه می‌ریزد واقع شده است.
لوئی یکم، امپراتور مقدس روم اسقف هیلدسهایم را در سال ۸۱۵ تأسیس کرد و اولین سکونتگاه را با کلیسایی در آن ایجاد کرد.
هیلدسهایم در مسیر اتوبان شممارهٔ ۷ شمال-جنوب واقع شده است که هامبورگ در شمال و اتریش در جنوب را به هم مرتبط می‌کند.
دو کلیسای سنت مری و سنت میشائل که در هیلدسهایم قرار دارند، در سال ۱۹۸۵ به فهرست میراث جهانی یونسکو اضافه شدند.

## جغرافیا
جغرافیای این شهر بر اساس کوهپایه بنا شده است که ارتفاع نسبتاً زیادی دارد.

## دانشگاه
دانشگاه هیلدس‌هایم از دانشگاه‌های آلمان است که در شهر هیلدس‌هایم واقع شده است. دانشگاه هیلدس‌هایم در قلعه‌ای به قدمت ۶۰۰ سال، پذیرای دانشجویان در رشته‌های موسیقی، تئاتر و نویسندگی است.